# 朱屺瞻
朱屺瞻（1892年5月27日—1996年4月20日），名增钧，号起哉，又号二瞻老民，斋名梅花草堂、癖斯居、养菖蒲室、修竹吾庐等。现代中国画家，兼修国画和西洋画，以水墨山水见长，善于融合西洋画的长处。曾任上海美术家协会常务理事。祖籍江苏省太仓县浏河镇。

## 生平

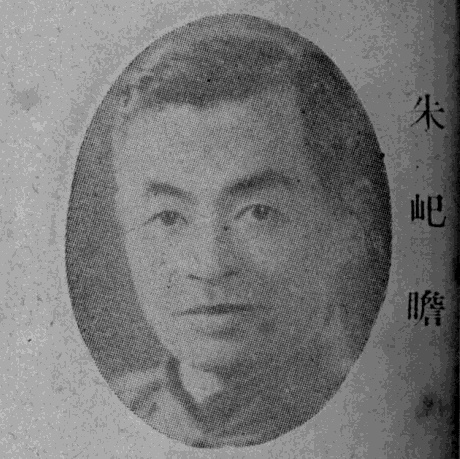
朱屺瞻

祖辈世代经营酱园生意。8岁丧母。9岁入私塾，受塾师童颂禹的影响，开始习画。名字为童老师感其思母心切，据《诗经·魏风·陟岵》“陟彼屺兮，瞻望母兮”而取。
1905年就读于宝山县学堂。1908年毕业后，考入邮传部上海实业学校（上海交通大学前身）就读，曾得其表叔、时任校监的著名国学家唐文治教益。
1912年开始接触西方油画，入上海图画美术院（后改为上海美术专科学校）就读。次年在该校执教，并兼任函授乙部主任。
26岁赴日留学，入川端画学校，师从藤岛武二。首次接触后印象派梵高、塞尚、马蒂斯等的作品。
1918年油画作品《风景》入选首届苏州美术画赛会展览。
1928年10月，与王济远、江小鹣、李秋君、张辰伯、潘玉良等创办艺术绘画研究所。
1929年国画作品《春寒》等和油画作品《劳苦》、《静物》入选第一届全国美展。
1931年任上海新华艺专教授。
1933年出资营造新华艺专绘画研究所。次年任研究所主任兼导师，同时教授国画和西画。在该所任教的还有庞薰琹、汪亚尘、杨秀涛等。
1936年与徐悲鸿、汪亚尘等创办“默社画会”。
1934年受陶行知影响，回乡创办农民业余教习所“乡村改进社”。
1937年再次赴日考察美术教育两个月。同年国画作品《竹石图》和油画作品《菊花》参加第二届全国美展。为使国宝不流失国外，筹集钱款购买收藏了石涛名作《万点恶墨图卷》、《八大山人书画册》等，1949年后交中国国家博物馆收藏。
1950年当选为上海市第一次文化会代表。
1952年“三反五反运动”中受冲击，书画房产变卖殆尽，生活困窘。1953年，老小6口住在一间“过街楼”里。同年作品《潇湘烟雨》入选全国国画展。
1954年当选人民代表。翌年又被聘为上海文史馆馆员。境遇好转。
1956年受聘为上海中国画院画师。
1966年因文化大革命被迫停笔。
1977年应邀为北京饭店和首都机场作画。
1979年以88岁高龄为人民大会堂创造了巨幅国画《红梅图》。同年被聘为聘为文化部中国画研究组成员。92岁为旧金山国际机场所作的《葡萄图》颇得好评。
1984年山水画作品《大地春意浓》获第六届全国美展荣誉奖。
1991年获首届上海文学艺术杰出贡献奖。
1995年2月大英博物馆举办了他的艺术作品展览，7月美国旧金山亚洲艺术博物馆举办其画展。
1996年4月20日因肺部感染而致急性左心衰竭在华东医院病逝，享年103岁。绝笔画为枇杷红柿图。

## 弟子
弟子有潘玉良、邢少兰、倪衍诚、尹光华等。

## 纪念
上海美术电影制片厂1981年拍摄艺术纪录片《画家朱屺瞻》。
1995年上海市政府在鲁迅公园创建了朱屺瞻艺术馆，不仅用于收藏和研究朱的作品，也是一个高品位的艺术交流机构。

## 主要著作
- 《朱屺瞻画集》（艺苑真赏社，1930年；上海人民美术出版社，1979年）
- 《癖斯居画谭》（上海人民美术出版社，1981年）
- 《朱屺瞻画选》

## 作品
```
於2022年5月舉辦名為「瞻緣昔彩」展覽，展出朱屺瞻180組各個時期佳作]]
```

代表作品：《墨竹長卷》、《幽蘭長卷》、《水仙》、《潑墨山水》、《秋景山水》、《盆蟹酒壺》、《浮想小寫冊》等。